# Eurocup 2016-2017
L'Eurocup 2016-2017 (chiamata 7Days Eurocup per ragioni di sponsorizzazione) è la quindicesima edizione del secondo torneo europeo di pallacanestro per club.
Si è svolta dal 12 ottobre 2016 al 5 aprile 2017.

## Format competizione
Nell'aprile 2016 la Euroleague Basketball approvò un nuovo format con 24 squadre che vengono inserite in quattro gironi all'italiana da 6 squadre ciascuno. Le prime quattro di ciascun gruppo avanzano al turno successivo (denominato Top 16). In questa fase le formazioni vengono divise in 4 gruppi di 4 squadre ciascuno. Le prime due classificate di ciascun gruppo avanzano alla fase finale ad eliminazione diretta. Le ultime due classificate di ciascun girone vengono eliminate. Ottavi, quarti, semifinali e finale si giocano alla meglio delle tre partite.
Tuttavia dopo lo scontro FIBA-Euroleague solo 20 squadre partecipano alla Regular season. In questo modo le squadre sono divise in quattro gironi all'italiana. Ogni girone è composto da 5 squadre, dove solo l'ultima classificata di ciascun girone viene eliminata mentre le altre accedono alla Top 16.

## Squadre partecipanti
Le squadre partecipanti alla Regular season sono 20.
| Squadre partecipanti (tra parentesi è indicata la relativa posizione ottenuta nell'ultimo campionato nazionale) | Squadre partecipanti (tra parentesi è indicata la relativa posizione ottenuta nell'ultimo campionato nazionale) | Squadre partecipanti (tra parentesi è indicata la relativa posizione ottenuta nell'ultimo campionato nazionale) | Squadre partecipanti (tra parentesi è indicata la relativa posizione ottenuta nell'ultimo campionato nazionale) |
| --- | --- | --- | --- |
| Valencia Basket (3rd)                                                                                           | Montakit Fuenlabrada ()                                                                                         | Budućnost VOLI Podgorica (3rd)                                                                                  | Bayern Monaco (4th)                                                                                             |
| Gran Canaria Las Palmas (5th)                                                                                   | Zenit S. Pietroburgo (3rd)                                                                                      | Cedevita Zagabria (4th)                                                                                         | ALBA Berlino (7th)                                                                                              |
| Unicaja Malaga (6th)                                                                                            | Chimki (4th) | Union Olimpija (WC)                                                                                             | Lietuvos rytas Vilnius (3rd)                                                                                    |
| UCAM Murcia (7th)                                                                                               | Lokomotiv Kuban' (5th)                                                                                          | MZT Skopje ()                                                                                                   | Lietkabelis ()                                                                                                  |
| Dominion Bilbao Basket (WC)                                                                                     | Nižnij Novgorod (WC)                                                                                            | Ratiopharm Ulm (2nd)                                                                                            | Hapoel Gerusalemmme (2nd)                                                                                       |

## Regular season

### Calendario

#### Girone di andata
| 1ª giornata - MVP: Kyle Kuric ( Gran Canaria Las Palmas ) |          |                          |              |       |        |
| Locali                                                    | R        | Ospiti                   | Data         | Ora   | Gruppo |
| Lietkabelis                                               | 90 - 89  | MZT Skopje               | 12 ott. 2016 | 18:00 | A      |
| Chimki                                                    | 76 - 71  | Lietuvos rytas Vilnius   | 12 ott. 2016 | 18:30 | B      |
| Zenit S. Pietroburgo                                      | 80 - 77  | Bayern Monaco            | 12 ott. 2016 | 19:00 | C      |
| Valencia Basket                                           | 95 - 58  | Ratiopharm Ulm           | 12 ott. 2016 | 19:00 | D      |
| ALBA Berlino                                              | 88 - 81  | Montakit Fuenlabrada     | 12 ott. 2016 | 20:00 | B      |
| Union Olimpija                                            | 64 - 72  | Lokomotiv Kuban'         | 12 ott. 2016 | 20:30 | D      |
| UCAM Murcia                                               | 86 - 77  | Budućnost VOLI Podgorica | 12 ott. 2016 | 20:45 | C      |
| Gran Canaria Las Palmas                                   | 101 - 76 | Cedevita Zagabria        | 12 ott. 2016 | 21:00 | A      |

| 2ª giornata - MVP: Kyle Kuric ( Gran Canaria Las Palmas ), Žygimantas Skučas ( Lietkabelis ), Ksistof Lavrinovic ( Lietkabelis ) |          |                         |              |       |        |
| Locali | R        | Ospiti                  | Data         | Ora   | Gruppo |
| Nižnij Novgorod | 80 - 106 | Gran Canaria Las Palmas | 18 ott. 2016 | 21:00 | A      |
| Budućnost VOLI Podgorica | 62 - 86  | Unicaja Malaga          | 19 ott. 2016 | 19:00 | C      |
| Cedevita Zagabria | 76 - 80  | Lietkabelis             | 19 ott. 2016 | 19:00 | A      |
| Ratiopharm Ulm | 87 - 82  | Union Olimpija          | 19 ott. 2016 | 19:30 | D      |
| Bayern Monaco | 92 - 84  | UCAM Murcia             | 19 ott. 2016 | 20:00 | C      |
| Dominion Bilbao Basket | 77 - 85  | ALBA Berlino            | 19 ott. 2016 | 20:30 | B      |
| Montakit Fuenlabrada | 89 - 85  | Chimki                  | 19 ott. 2016 | 20:30 | B      |
| Valencia Basket | 77 - 81  | Hapoel Gerusalemme      | 19 ott. 2016 | 20:30 | D      |

| 3ª giornata - MVP: Jacob Pullen ( Chimki ) |          |                        |              |       |        |
| Locali                                     | R        | Ospiti                 | Data         | Ora   | Gruppo |
| Lietkabelis                                | 72 - 75  | Nižnij Novgorod        | 26 ott. 2016 | 18:00 | A      |
| Lokomotiv Kuban'                           | 62 - 77  | Ratiopharm Ulm         | 26 ott. 2016 | 19:00 | D      |
| MZT Skopje                                 | 85 - 89  | Cedevita Zagabria      | 26 ott. 2016 | 19:00 | A      |
| Zenit S. Pietroburgo                       | 83 - 85  | UCAM Murcia            | 26 ott. 2016 | 19:00 | C      |
| ALBA Berlino                               | 72 - 102 | Chimki                 | 26 ott. 2016 | 20:00 | B      |
| Dominion Bilbao Basket                     | 80 - 76  | Lietuvos rytas Vilnius | 26 ott. 2016 | 20:15 | B      |
| Unicaja Malaga                             | 62 - 74  | Bayern Monaco          | 26 ott. 2016 | 20:45 | C      |
| Union Olimpija                             | 74 - 89  | Hapoel Gerusalemme     | 26 ott. 2016 | 20:45 | D      |

| 4ª giornata - MVP: Elmedin Kikanovic ( ALBA Berlino ) |           |                          |              |       |        |
| Locali                                                | R         | Ospiti                   | Data         | Ora   | Gruppo |
| Nižnij Novgorod                                       | 88 - 74   | MZT Skopje               | 02 nov. 2016 | 17:30 | A      |
| Zenit S. Pietroburgo                                  | 84 - 79   | Budućnost VOLI Podgorica | 02 nov. 2016 | 18:45 | C      |
| Hapoel Gerusalemme                                    | 90 - 79   | Lokomotiv Kuban'         | 02 nov. 2016 | 19:15 | D      |
| ALBA Berlino                                          | 124 - 115 | Lietuvos rytas Vilnius   | 02 nov. 2016 | 20:00 | B      |
| Montakit Fuenlabrada                                  | 89 - 78   | Dominion Bilbao Basket   | 02 nov. 2016 | 20:30 | B      |
| Valencia Basket                                       | 87 - 74   | Union Olimpija           | 02 nov. 2016 | 20:30 | D      |
| UCAM Murcia                                           | 83 - 75   | Unicaja Malaga           | 02 nov. 2016 | 20:45 | C      |
| Gran Canaria Las Palmas                               | 86 - 67   | Lietkabelis              | 02 nov. 2016 | 21:00 | A      |

| 5ª giornata - MVP: Pierre Jackson ( Cedevita Zagabria ) |          |                         |              |       |        |
| Locali                                                  | R        | Ospiti                  | Data         | Ora   | Gruppo |
| Lietuvos rytas Vilnius                                  | 101 - 84 | Montakit Fuenlabrada    | 09 nov. 2016 | 18:00 | B      |
| Lokomotiv Kuban'                                        | 64 - 73  | Valencia Basket         | 09 nov. 2016 | 18:00 | D      |
| Budućnost VOLI Podgorica                                | 44 - 68  | Bayern Monaco           | 09 nov. 2016 | 19:00 | C      |
| Cedevita Zagabria                                       | 92 - 77  | Nižnij Novgorod         | 09 nov. 2016 | 19:00 | A      |
| MZT Skopje                                              | 75 - 98  | Gran Canaria Las Palmas | 09 nov. 2016 | 19:00 | A      |
| Ratiopharm Ulm                                          | 103 - 77 | Hapoel Gerusalemme      | 09 nov. 2016 | 19:30 | D      |
| Dominion Bilbao Basket                                  | 72 - 91  | Chimki                  | 09 nov. 2016 | 20:15 | B      |
| Unicaja Malaga                                          | 93 - 86  | Zenit S. Pietroburgo    | 09 nov. 2016 | 20:45 | C      |

#### Girone di ritorno
| 6ª giornata - MVP: Gintaras Leonavičius ( Lietkabelis ) |          |                         |              |       |        |
| Locali                                                  | R        | Ospiti                  | Data         | Ora   | Gruppo |
| Lietuvos rytas Vilnius                                  | 93 - 91  | Chimki                  | 16 nov. 2016 | 18:00 | B      |
| Lokomotiv Kuban'                                        | 77 - 64  | Union Olimpija          | 16 nov. 2016 | 18:00 | D      |
| Budućnost VOLI Podgorica                                | 75 - 86  | UCAM Murcia             | 16 nov. 2016 | 19:00 | C      |
| Cedevita Zagabria                                       | 97 - 90  | Gran Canaria Las Palmas | 16 nov. 2016 | 19:00 | A      |
| MZT Skopje                                              | 80 - 87  | Lietkabelis             | 16 nov. 2016 | 19:00 | A      |
| Ratiopharm Ulm                                          | 60 - 86  | Valencia Basket         | 16 nov. 2016 | 19:30 | D      |
| Bayern Monaco                                           | 88 - 99  | Zenit S. Pietroburgo    | 16 nov. 2016 | 20:00 | C      |
| Montakit Fuenlabrada                                    | 105 - 80 | ALBA Berlino            | 16 nov. 2016 | 20:30 | B      |

| 7ª giornata - MVP: Kyle Fogg ( Unicaja Malaga ) |         |                          |              |       |        |
| Locali                                          | R       | Ospiti                   | Data         | Ora   | Gruppo |
| Chimki                                          | 96 - 84 | Montakit Fuenlabrada     | 23 nov. 2016 | 17:30 | B      |
| Lietkabelis                                     | 68 - 69 | Cedevita Zagabria        | 23 nov. 2016 | 18:00 | A      |
| Hapoel Gerusalemme                              | 84 - 86 | Valencia Basket          | 23 nov. 2016 | 19:15 | D      |
| ALBA Berlino                                    | 88 - 92 | Dominion Bilbao Basket   | 23 nov. 2016 | 20:00 | B      |
| Union Olimpija                                  | 76 - 72 | Ratiopharm Ulm           | 23 nov. 2016 | 20:30 | D      |
| Unicaja Malaga                                  | 93 - 75 | Budućnost VOLI Podgorica | 23 nov. 2016 | 20:45 | C      |
| UCAM Murcia                                     | 79 - 90 | Bayern Monaco            | 23 nov. 2016 | 21:00 | C      |
| Gran Canaria Las Palmas                         | 98 - 87 | Nižnij Novgorod          | 23 nov. 2016 | 21:00 | A      |

| 8ª giornata - MVP: Ivan Strebkov ( Nižnij Novgorod ) |           |                        |              |       |        |
| Locali                                               | R         | Ospiti                 | Data         | Ora   | Gruppo |
| Chimki                                               | 88 - 77   | ALBA Berlino           | 30 nov. 2016 | 17:30 | B      |
| Nižnij Novgorod                                      | 91 - 89   | Lietkabelis            | 30 nov. 2016 | 17:30 | A      |
| Lietuvos rytas Vilnius                               | 83 - 71   | Dominion Bilbao Basket | 30 nov. 2016 | 18:00 | B      |
| UCAM Murcia                                          | 77 - 90   | Zenit S. Pietroburgo   | 30 nov. 2016 | 18:30 | C      |
| Hapoel Gerusalemme                                   | 81 - 69   | Union Olimpija         | 30 nov. 2016 | 19:15 | D      |
| Ratiopharm Ulm                                       | 105 - 101 | Lokomotiv Kuban'       | 30 nov. 2016 | 19:30 | D      |
| Bayern Monaco                                        | 72 - 69   | Unicaja Malaga         | 30 nov. 2016 | 20:00 | C      |
| Cedevita Zagabria                                    | 95 - 61   | MZT Skopje             | 30 nov. 2016 | 20:45 | A      |

| 9ª giornata - MVP: Elmedin Kikanovic ( ALBA Berlino ) |         |                         |              |       |        |
| Locali                                                | R       | Ospiti                  | Data         | Ora   | Gruppo |
| Lietkabelis                                           | 73 - 92 | Gran Canaria Las Palmas | 07 dic. 2016 | 18:00 | A      |
| Lietuvos rytas Vilnius                                | 97 - 99 | ALBA Berlino            | 07 dic. 2016 | 18:00 | B      |
| Lokomotiv Kuban'                                      | 88 - 68 | Hapoel Gerusalemme      | 07 dic. 2016 | 18:00 | D      |
| Budućnost VOLI Podgorica                              | 95 - 97 | Zenit S. Pietroburgo    | 07 dic. 2016 | 19.00 | C      |
| MZT Skopje                                            | 82 - 97 | Nižnij Novgorod         | 07 dic. 2016 | 19.00 | A      |
| Dominion Bilbao Basket                                | 97 - 83 | Montakit Fuenlabrada    | 07 dic. 2016 | 20:15 | B      |
| Union Olimpija                                        | 72 - 75 | Valencia Basket         | 07 dic. 2016 | 20:30 | D      |
| Unicaja Malaga                                        | 89 - 86 | UCAM Murcia             | 07 dic. 2016 | 20:45 | C      |

| 10ª giornata - MVP: Janis Timma ( Zenit S. Pietroburgo ) |         |                          |              |       |        |
| Locali                                                   | R       | Ospiti                   | Data         | Ora   | Gruppo |
| Chimki                                                   | 99 - 78 | Dominion Bilbao Basket   | 14 dic. 2016 | 17:30 | B      |
| Nižnij Novgorod                                          | 82 - 84 | Cedevita Zagabria        | 14 dic. 2016 | 17:30 | A      |
| Zenit S. Pietroburgo                                     | 82 - 72 | Unicaja Malaga           | 14 dic. 2016 | 18:00 | C      |
| Hapoel Gerusalemme                                       | 69 - 64 | Ratiopharm Ulm           | 14 dic. 2016 | 19:15 | D      |
| Bayern Monaco                                            | 80 - 66 | Budućnost VOLI Podgorica | 14 dic. 2016 | 20:00 | C      |
| Montakit Fuenlabrada                                     | 81 - 70 | Lietuvos rytas Vilnius   | 14 dic. 2016 | 20:30 | B      |
| Valencia Basket                                          | 78 - 77 | Lokomotiv Kuban'         | 14 dic. 2016 | 20:30 | D      |
| Gran Canaria Las Palmas                                  | 87 - 75 | MZT Skopje               | 14 dic. 2016 | 21:00 | A      |

### Classifiche
Se due o più squadre al termine ottengono gli stessi punti, vengono classificate in base ai seguenti criteri:
1. Scontri diretti.
2. Differenza punti negli scontri diretti.
3. Differenza punti generale.
4. Punti fatti.
5. Somma dei quozienti di punti fatti e punti subiti in ogni partita.

| Qualificata alla Top 16 |
| Eliminata               |

#### Gruppo A
|    | Squadra                 | P.ti | G | V | P | PF  | PS  | DP   | Tie |
| -- | ----------------------- | ---- | - | - | - | --- | --- | ---- | --- |
| 1. | Gran Canaria Las Palmas | 14   | 8 | 7 | 1 | 758 | 630 | +128 |     |
| 2. | Cedevita Zagabria       | 12   | 8 | 6 | 2 | 678 | 644 | +34  |     |
| 3. | Nižnij Novgorod         | 8    | 8 | 4 | 4 | 659 | 693 | -34  |     |
| 4. | Lietkabelis             | 6    | 8 | 3 | 5 | 626 | 658 | -32  |     |
| 5. | MZT Skopje              | 0    | 8 | 0 | 8 | 617 | 713 | -96  |     |

#### Gruppo B
|    | Squadra                | P.ti | G | V | P | PF  | PS  | DP  | Tie |
| -- | ---------------------- | ---- | - | - | - | --- | --- | --- | --- |
| 1. | Chimki                 | 12   | 8 | 6 | 2 | 728 | 636 | +92 |     |
| 2. | Montakit Fuenlabrada   | 8    | 8 | 4 | 4 | 696 | 695 | +1  | +18 |
| 3. | ALBA Berlino           | 8    | 8 | 4 | 4 | 681 | 734 | -53 | -18 |
| 4. | Lietuvos rytas Vilnius | 6    | 8 | 3 | 5 | 683 | 674 | +20 | +4  |
| 5. | Dominion Bilbao Basket | 6    | 8 | 3 | 5 | 645 | 694 | -49 | -4  |

#### Gruppo C
|    | Squadra                  | P.ti | G | V | P | PF  | PS  | DP   | Tie |
| -- | ------------------------ | ---- | - | - | - | --- | --- | ---- | --- |
| 1. | Zenit S. Pietroburgo     | 12   | 8 | 6 | 2 | 692 | 655 | +37  | +14 |
| 2. | Bayern Monaco            | 12   | 8 | 6 | 2 | 641 | 583 | +58  | -14 |
| 3. | UCAM Murcia              | 8    | 8 | 4 | 4 | 642 | 646 | -4   | +5  |
| 4. | Unicaja Malaga           | 8    | 8 | 4 | 4 | 623 | 607 | +16  | -5  |
| 5. | Budućnost VOLI Podgorica | 0    | 8 | 0 | 8 | 573 | 680 | -107 |     |

#### Gruppo D
|    | Squadra            | P.ti | G | V | P | PF  | PS  | DP  | Tie |
| -- | ------------------ | ---- | - | - | - | --- | --- | --- | --- |
| 1. | Valencia Basket    | 14   | 8 | 7 | 1 | 657 | 570 | +87 |     |
| 2. | Hapoel Gerusalemme | 10   | 8 | 5 | 3 | 639 | 640 | -1  |     |
| 3. | Ratiopharm Ulm     | 8    | 8 | 4 | 4 | 612 | 638 | -26 |     |
| 4. | Lokomotiv Kuban'   | 6    | 8 | 3 | 5 | 610 | 605 | +5  |     |
| 5. | Union Olimpija     | 2    | 8 | 1 | 7 | 575 | 640 | -65 |     |

## Top 16
Vi prendono parte le 16 squadre che hanno superato la Regular Season.
Le 16 formazioni sono suddivise in 4 raggruppamenti da 4 squadre ciascuno. Si qualificano agli ottavi di finale le prime due classificate di ogni girone.

### Calendario

#### Girone di andata
| 1ª giornata - MVP: DeAndre Kane ( Nižnij Novgorod ) |           |                      |              |       |        |
| Locali                                              | R         | Ospiti               | Data         | Ora   | Gruppo |
| Chimki                                              | 88 - 80   | Lietkabelis          | 04 gen. 2017 | 17:30 | F      |
| Nižnij Novgorod                                     | 113 - 105 | Zenit S. Pietroburgo | 04 gen. 2017 | 17:30 | G      |
| Lietuvos rytas Vilnius                              | 76 - 80   | Hapoel Gerusalemme   | 04 gen. 2017 | 18:00 | G      |
| Cedevita Zagabria                                   | 86 - 89   | Valencia Basket      | 04 gen. 2017 | 19:00 | H      |
| ALBA Berlino                                        | 69 - 77   | Unicaja Malaga       | 04 gen. 2017 | 20:00 | H      |
| Ratiopharm Ulm                                      | 57 - 68   | Bayern Monaco        | 04 gen. 2017 | 20:00 | F      |
| UCAM Murcia                                         | 87 - 75   | Montakit Fuenlabrada | 04 gen. 2017 | 20:45 | E      |
| Gran Canaria Las Palmas                             | 71 - 86   | Lokomotiv Kuban'     | 04 gen. 2017 | 21:00 | E      |

| 2ª giornata - MVP: Janis Timma ( Zenit S. Pietroburgo ) |         |                         |              |       |        |
| Locali                                                  | R       | Ospiti                  | Data         | Ora   | Gruppo |
| Montakit Fuenlabrada                                    | 85 - 75 | Gran Canaria Las Palmas | 10 gen. 2017 | 20:30 | E      |
| Lietkabelis                                             | 86 - 84 | Ratiopharm Ulm          | 11 gen. 2017 | 18:00 | F      |
| Lokomotiv Kuban'                                        | 70 - 60 | UCAM Murcia             | 11 gen. 2017 | 18:00 | E      |
| Zenit S. Pietroburgo                                    | 88 - 79 | Lietuvos rytas Vilnius  | 11 gen. 2017 | 18:00 | G      |
| Hapoel Gerusalemme                                      | 98 - 76 | Nižnij Novgorod         | 11 gen. 2017 | 19:15 | G      |
| Bayern Monaco                                           | 90 - 74 | Chimki                  | 11 gen. 2017 | 20:00 | F      |
| Valencia Basket                                         | 85 - 80 | ALBA Berlino            | 11 gen. 2017 | 20:30 | H      |
| Unicaja Malaga                                          | 73 - 59 | Cedevita Zagabria       | 11 gen. 2017 | 20:45 | H      |

| 3ª giornata - MVP: David Logan ( Lietuvos rytas Vilnius ) |          |                        |              |       |        |
| Locali                                                    | R        | Ospiti                 | Data         | Ora   | Gruppo |
| Nižnij Novgorod                                           | 63 - 97  | Lietuvos rytas Vilnius | 17 gen. 2017 | 17:30 | G      |
| Gran Canaria Las Palmas                                   | 94 - 85  | UCAM Murcia            | 17 gen. 2017 | 21:00 | E      |
| Lokomotiv Kuban'                                          | 86 - 61  | Montakit Fuenlabrada   | 18 gen. 2017 | 18:00 | E      |
| Zenit S. Pietroburgo                                      | 101 - 81 | Hapoel Gerusalemme     | 18 gen. 2017 | 18:00 | G      |
| Ratiopharm Ulm                                            | 90 - 95  | Chimki                 | 18 gen. 2017 | 19:30 | F      |
| ALBA Berlino                                              | 93 - 76  | Cedevita Zagabria      | 18 gen. 2017 | 20:00 | H      |
| Bayern Monaco                                             | 85 - 69  | Lietkabelis            | 18 gen. 2017 | 20:00 | F      |
| Unicaja Malaga                                            | 70 - 78  | Valencia Basket        | 18 gen. 2017 | 20:45 | H      |

#### Girone di ritorno
| 4ª giornata - MVP: Alexey Shved ( Chimki ) |         |                         |              |       |        |
| Locali                                     | R       | Ospiti                  | Data         | Ora   | Gruppo |
| Hapoel Gerusalemme                         | 97 - 81 | Zenit S. Pietroburgo    | 24 gen. 2017 | 19:30 | G      |
| Chimki                                     | 85 - 84 | Ratiopharm Ulm          | 25 gen. 2017 | 17:30 | F      |
| Lietkabelis                                | 72 - 78 | Bayern Monaco           | 25 gen. 2017 | 18:00 | F      |
| Lietuvos rytas Vilnius                     | 99 - 73 | Nižnij Novgorod         | 25 gen. 2017 | 18:00 | G      |
| Cedevita Zagabria                          | 99 - 83 | ALBA Berlino            | 25 gen. 2017 | 19:00 | H      |
| Montakit Fuenlabrada                       | 87 - 91 | Lokomotiv Kuban'        | 25 gen. 2017 | 20:30 | E      |
| Valencia Basket                            | 86 - 62 | Unicaja Malaga          | 25 gen. 2017 | 20:30 | H      |
| UCAM Murcia                                | 67 - 83 | Gran Canaria Las Palmas | 25 gen. 2017 | 20:45 | E      |

| 5ª giornata - MVP: Tarance Kinsey ( Hapoel Gerusalemme ) |          |                         |              |       |        |
| Locali                                                   | R        | Ospiti                  | Data         | Ora   | Gruppo |
| Lokomotiv Kuban'                                         | 66 - 68  | Gran Canaria Las Palmas | 31 gen. 2017 | 18:00 | E      |
| Montakit Fuenlabrada                                     | 85 - 69  | UCAM Murcia             | 31 gen. 2017 | 20:30 | E      |
| Valencia Basket                                          | 71 - 58  | Cedevita Zagabria       | 31 gen. 2017 | 20:30 | H      |
| Lietkabelis                                              | 77 - 89  | Chimki                  | 01 feb. 2017 | 18:00 | F      |
| Zenit S. Pietroburgo                                     | 90 - 66  | Nižnij Novgorod         | 01 feb. 2017 | 18:00 | G      |
| Hapoel Gerusalemme                                       | 84 - 77  | Lietuvos rytas Vilnius  | 01 feb. 2017 | 19:15 | G      |
| Bayern Monaco                                            | 101 - 98 | Ratiopharm Ulm          | 01 feb. 2017 | 20:00 | F      |
| Unicaja Malaga                                           | 83 - 77  | ALBA Berlino            | 01 feb. 2017 | 20:45 | H      |

| 6ª giornata - MVP:      |          |                      |              |       |        |
| Locali                  | R        | Ospiti               | Data         | Ora   | Gruppo |
| Chimki                  | 74 - 96  | Bayern Monaco        | 08 feb. 2017 | 17:30 | F      |
| Nižnij Novgorod         | 73 - 81  | Hapoel Gerusalemme   | 08 feb. 2017 | 17:30 | G      |
| Lietuvos rytas Vilnius  | 86 - 84  | Zenit S. Pietroburgo | 08 feb. 2017 | 18:00 | G      |
| Cedevita Zagabria       | 74 - 71  | Unicaja Malaga       | 08 feb. 2017 | 19:00 | H      |
| Ratiopharm Ulm          | 81 - 86  | Lietkabelis          | 08 feb. 2017 | 19:30 | F      |
| ALBA Berlino            | 73 - 99  | Valencia Basket      | 08 feb. 2017 | 20:00 | H      |
| UCAM Murcia             | 77 - 85  | Lokomotiv Kuban'     | 08 feb. 2017 | 20:45 | E      |
| Gran Canaria Las Palmas | 100 - 76 | Montakit Fuenlabrada | 08 feb. 2017 | 21:00 | E      |

### Classifiche
Nel caso due o più squadre al termine ottengano gli stessi punti, vengono classificate in base ai seguenti criteri:
1. Scontri diretti.
2. Differenza punti negli scontri diretti.
3. Differenza punti generale.
4. Punti fatti.
5. Somma dei quozienti di punti fatti e punti subiti in ogni partita.

| Qualificata alla fase ad eliminazione diretta |
| Eliminata                                     |

#### Gruppo E
|    | Squadra                 | P.ti | G | V | P | PF  | PS  | DP  | Tie |
| -- | ----------------------- | ---- | - | - | - | --- | --- | --- | --- |
| 1. | Lokomotiv Kuban'        | 10   | 6 | 5 | 1 | 484 | 424 | 60  |     |
| 2. | Gran Canaria Las Palmas | 8    | 6 | 4 | 2 | 491 | 465 | 26  |     |
| 3. | Montakit Fuenlabrada    | 4    | 6 | 2 | 4 | 469 | 508 | -39 |     |
| 4. | UCAM Murcia             | 2    | 6 | 1 | 5 | 445 | 492 | -47 |     |

#### Gruppo F
|    | Squadra        | P.ti | G | V | P | PF  | PS  | DP  | Tie |
| -- | -------------- | ---- | - | - | - | --- | --- | --- | --- |
| 1. | Bayern Monaco  | 12   | 6 | 6 | 0 | 479 | 430 | 49  |     |
| 2. | Chimki         | 8    | 6 | 4 | 2 | 503 | 493 | 10  |     |
| 3. | Lietkabelis    | 4    | 6 | 2 | 4 | 470 | 505 | -35 |     |
| 4. | Ratiopharm Ulm | 0    | 6 | 0 | 6 | 482 | 506 | -24 |     |

#### Gruppo G
|    | Squadra                | P.ti | G | V | P | PF  | PS  | DP   | Tie |
| -- | ---------------------- | ---- | - | - | - | --- | --- | ---- | --- |
| 1. | Hapoel Gerusalemme     | 10   | 6 | 5 | 1 | 521 | 484 | 37   |     |
| 2. | Zenit S. Pietroburgo   | 6    | 6 | 3 | 3 | 549 | 522 | 27   | +7  |
| 3. | Lietuvos rytas Vilnius | 6    | 6 | 3 | 3 | 514 | 472 | 42   | -7  |
| 4. | Nižnij Novgorod        | 2    | 6 | 1 | 5 | 464 | 570 | -104 |     |

#### Gruppo H
|    | Squadra           | P.ti | G | V | P | PF  | PS  | DP  | Tie |
| -- | ----------------- | ---- | - | - | - | --- | --- | --- | --- |
| 1. | Valencia Basket   | 12   | 6 | 6 | 0 | 508 | 429 | 79  |     |
| 2. | Unicaja Malaga    | 6    | 6 | 3 | 3 | 436 | 443 | -7  |     |
| 3. | Cedevita Zagabria | 4    | 6 | 2 | 4 | 452 | 480 | -28 |     |
| 4. | ALBA Berlino      | 2    | 6 | 1 | 5 | 475 | 519 | -44 |     |

## Fase ad eliminazione diretta
Nella fase ad eliminazione diretta le squadre si affrontano in serie al meglio delle tre partite. La squadra meglio piazzata delle due nella Top 16 giocherà la prima e la terza (se necessaria) partita in casa.

### Squadre qualificate
| Gruppo | Prima classificata | Seconda classificata    |
| ------ | ------------------ | ----------------------- |
| E      | Lokomotiv Kuban'   | Gran Canaria Las Palmas |
| F      | Bayern Monaco      | Chimki                  |
| G      | Hapoel Gerusalemme | Zenit S. Pietroburgo    |
| H      | Valencia Basket    | Unicaja Malaga          |

### Tabellone
|  | Quarti di finale | Quarti di finale        | Quarti di finale        | Quarti di finale | Quarti di finale |  |  | Semifinali         | Semifinali         | Semifinali       | Semifinali      | Semifinali |    |    | Finale         | Finale         | Finale | Finale | Finale |  |
|  |                  |                         |                         |                  |                  |  |  |                    |                    |                  |                 |            |    |    |                |                |        |        |        |  |
|  | 1E               | Lokomotiv Kuban'        | Lokomotiv Kuban'        | 75               | 88               |  |  |                    |                    |                  |                 |            |    |    |                |                |        |        |        |  |
|  | 2G               | Zenit S. Pietroburgo    | Zenit S. Pietroburgo    | 52               | 77               |  |  | Lokomotiv Kuban'   | Lokomotiv Kuban'   | Lokomotiv Kuban' | 57              | 63         |    |    |                |                |        |        |        |  |
|  | 1F               | Bayern Monaco           | 91                      | 67               | 69               |  |  | Unicaja Malaga     | Unicaja Malaga     | Unicaja Malaga   | 73              | 74         |    |    |                |                |        |        |        |  |
|  | 2H               | Unicaja Malaga          | 82                      | 82               | 74               |  |  |                    |                    |                  |                 |            |    |    | Unicaja Malaga | Unicaja Malaga | 62     | 79     | 63     |  |
|  | 1G               | Hapoel Gerusalemme      | Hapoel Gerusalemme      | 87               | 85               |  |  |                    |                    | Valencia Basket  | Valencia Basket | 68         | 71 | 58 |                |                |        |        |        |  |
|  | 2E               | Gran Canaria Las Palmas | Gran Canaria Las Palmas | 67               | 79               |  |  | Hapoel Gerusalemme | Hapoel Gerusalemme | 68               | 79              | 75         |    |    |                |                |        |        |        |  |
|  | 1H               | Valencia Basket         | 88                      | 74               | 92               |  |  | Valencia Basket    | Valencia Basket    | 83               | 66              | 90         |    |    |                |                |        |        |        |  |
|  | 2F               | Chimki                  | 82                      | 98               | 76               |  |  |                    |                    |                  |                 |            |    |    |                |                |        |        |        |  |

### Quarti di finale
La prima partita verrà giocata il 28 febbraio, la seconda il 3 marzo, e l'eventuale terza l'8 marzo 2017.
| Squadra 1          | Totale | Squadra 2               | Andata  | Ritorno | Terza (ev.) |
| ------------------ | ------ | ----------------------- | ------- | ------- | ----------- |
| Lokomotiv Kuban'   | 2 - 0  | Zenit S. Pietroburgo    | 75 - 52 | 88 - 77 | -           |
| Bayern Monaco      | 1 - 2  | Unicaja Malaga          | 91 - 82 | 67 - 82 | 69 - 74     |
| Hapoel Gerusalemme | 2 - 0  | Gran Canaria Las Palmas | 87 - 67 | 85 - 79 | -           |
| Valencia Basket    | 2 - 1  | Chimki                  | 88 - 82 | 74 - 98 | 92 - 74     |

### Semifinali
La prima partita verrà giocata il 14 marzo, la seconda il 17 marzo, e l'eventuale terza il 22 marzo 2017.
| Squadra 1        | Totale | Squadra 2          | Andata  | Ritorno | Terza (ev.) |
| ---------------- | ------ | ------------------ | ------- | ------- | ----------- |
| Lokomotiv Kuban' | 0 - 2  | Unicaja Malaga     | 57 - 73 | 63 - 74 |             |
| Valencia Basket  | 2 - 1  | Hapoel Gerusalemme | 83 - 68 | 66 - 79 | 90 - 75     |

### Finale
La prima partita verrà giocata il 28 marzo, la seconda il 31 marzo, e l'eventuale terza il 5 aprile 2017.
| Squadra 1       | Totale | Squadra 2      | Andata  | Ritorno | Terza   |
| --------------- | ------ | -------------- | ------- | ------- | ------- |
| Valencia Basket | 1 - 2  | Unicaja Malaga | 68 - 62 | 71 - 79 | 58 - 63 |

### Squadra vincitrice
|    | Naz.                                                  | Ruolo | Sportivo         | Anno | Alt. | Peso |  |
| -- | ----------------------------------------------------- | ----- | ---------------- | ---- | ---- | ---- |  |
| 2  | Rep. del Congo (bandiera)                             | C     | Viny Okouo       | 1997 | 214  | 100  |  |
| 8  | Stati Uniti (bandiera)                                | P     | Kyle Fogg        | 1990 | 191  | 85   |  |
| 9  | Spagna (bandiera)                                     | P     | Alberto Díaz     | 1994 | 188  | 81   |  |
| 11 | Spagna (bandiera)                                     | AP    | Dani Díez        | 1993 | 203  | 100  |  |
| 15 | Stati Uniti (bandiera)                                | G     | Jamar Smith      | 1987 | 191  | 84   |  |
| 16 | Serbia (bandiera)                                     | PG    | Nemanja Nedović  | 1991 | 191  | 87   |  |
| 20 | Stati Uniti (bandiera) · Croazia (bandiera)           | PG    | Oliver Lafayette | 1984 | 188  | 86   |  |
| 21 | Polonia (bandiera)                                    | GA    | Adam Waczyński   | 1989 | 196  | 96   |  |
| 23 | Stati Uniti (bandiera) · Italia (bandiera)            | A     | Jeff Brooks      | 1989 | 203  | 98   |  |
| 43 | Spagna (bandiera)                                     | AP    | Carlos Suárez    | 1986 | 203  | 106  |  |
| 44 | Serbia (bandiera)                                     | C     | Dejan Musli      | 1991 | 213  | 119  |  |
| 92 | Bosnia ed Erzegovina (bandiera) · Slovenia (bandiera) | C     | Alen Omić        | 1992 | 216  | 111  |  |

## Statistiche
Statistiche tratte da http://www.eurocupbasketball.com/eurocup/games/statistics

### Statistiche Regular Season

#### Statistiche di squadra
| Stat. | Squadra                 | #      |
| ----- | ----------------------- | ------ |
| PTS   | Gran Canaria Las Palmas | 94.75  |
| TRB   | Cedevita Zagabria       | 38.63  |
| ORB   | Cedevita Zagabria       | 13.25  |
| DRB   | Bayern Monaco           | 26.38  |
| AST   | Gran Canaria Las Palmas | 23.38  |
| STL   | Gran Canaria Las Palmas | 9.75   |
| BLK   | Lietuvos rytas Vilnius  | 4.00   |
| TOV   | MZT Skopje              | 17.38  |
| PFD   | UCAM Murcia             | 24.75  |
| PFC   | Bayern Monaco           | 26.00  |
| 2P%   | Gran Canaria Las Palmas | 62.61% |
| 3P%   | Montakit Fuenlabrada    | 42.03% |
| FT%   | ALBA Berlino            | 83.33% |

#### Statistiche individuali
| Stat. | Nome                         | Squadra                | #      |
| ----- | ---------------------------- | ---------------------- | ------ |
| PTS   | Ryan Toolson                 | Zenit S. Pietroburgo   | 23.71  |
| TRB   | Drew Gordon                  | Lietuvos rytas Vilnius | 10.00  |
| ORB   | Arturas Gudaitis Drew Gordon | Lietuvos rytas Vilnius | 3.25   |
| DRB   | Drew Gordon                  | Lietuvos rytas Vilnius | 6.75   |
| AST   | Stefan Markovic              | Zenit S. Pietroburgo   | 10.29  |
| STL   | Facundo Campazzo             | UCAM Murcia            | 2.57   |
| BLK   | Arturas Gudaitis             | Lietuvos rytas Vilnius | 2.00   |
| TOV   | Brandon Jefferson            | Union Olimpija         | 3.63   |
| 2P%   | Marko Todorovic              | Chimki                 | 71.79% |
| 3P%   | Sergey Monia                 | Chimki                 | 61.90% |
| FT%   | Marko Popovic                | Montakit Fuenlabrada   | 93.33% |

### Statistiche Top 16

#### Statistiche di squadra
| Stat. | Squadra                 | #      |
| ----- | ----------------------- | ------ |
| PTS   | Zenit S. Pietroburgo    | 93.00  |
| TRB   | Bayern Monaco           | 40.00  |
| ORB   | Chimki                  | 13.20  |
| DRB   | Bayern Monaco           | 29.80  |
| AST   | Zenit S. Pietroburgo    | 25.40  |
| STL   | Gran Canaria Las Palmas | 11.00  |
| BLK   | Zenit S. Pietroburgo    | 4.60   |
| TOV   | Lietkabelis             | 18.60  |
| PFD   | Hapoel Gerusalemme      | 23.60  |
| PFC   | Zenit S. Pietroburgo    | 26.20  |
| 2P%   | Zenit S. Pietroburgo    | 59.02% |
| 3P%   | ALBA Berlino            | 45.38% |
| FT%   | Lokomotiv Kuban'        | 81.63% |

#### Statistiche individuali
| Stat. | Nome             | Squadra                 | #       |
| ----- | ---------------- | ----------------------- | ------- |
| PTS   | Alexey Shved     | Chimki                  | 24.00   |
| TRB   | Drew Gordon      | Lietuvos rytas Vilnius  | 8.40    |
| ORB   | Augustine Rubit  | Ratiopharm Ulm          | 3.60    |
| DRB   | Drew Gordon      | Lietuvos rytas Vilnius  | 5.80    |
| AST   | Stefan Markovic  | Zenit S. Pietroburgo    | 8.00    |
| STL   | Peyton Siva      | ALBA Berlino            | 2.80    |
| BLK   | Marko Todorovic  | Chimki                  | 1.50    |
| TOV   | Ryan Boatright   | Cedevita Zagabria       | 4.20    |
| 2P%   | Anzejs Pasecniks | Gran Canaria Las Palmas | 100.00% |
| 3P%   | Braydon Hobbs    | Ratiopharm Ulm          | 63.64%  |
| FT%   | Matt Janning + 4 | Lokomotiv Kuban'        | 100.00% |

### Statistiche Fase ad eliminazione diretta - Quarti di finale

#### Statistiche di squadra
| Stat. | Squadra                 | #      |
| ----- | ----------------------- | ------ |
| PTS   | Hapoel Gerusalemme      | 86.00  |
| TRB   | Valencia Basket         | 43.33  |
| ORB   | Valencia Basket         | 15.67  |
| DRB   | Lokomotiv Kuban'        | 31.00  |
| AST   | Valencia Basket         | 21.33  |
| STL   | Zenit S. Pietroburgo    | 8.50   |
| BLK   | Gran Canaria Las Palmas | 5.50   |
| TOV   | Lokomotiv Kuban'        | 17.50  |
| PFD   | Unicaja Malaga          | 26.67  |
| PFC   | Zenit S. Pietroburgo    | 27.50  |
| 2P%   | Unicaja Malaga          | 57.30% |
| 3P%   | Lokomotiv Kuban'        | 40.00% |
| FT%   | Gran Canaria Las Palmas | 84.44% |

#### Statistiche individuali
| Stat. | Nome                | Squadra              | #       |
| ----- | ------------------- | -------------------- | ------- |
| PTS   | Alexey Shved        | Chimki               | 20.67   |
| TRB   | Bojan Dubljevic     | Valencia Basket      | 9.33    |
| ORB   | Kevin Jones         | Lokomotiv Kuban'     | 4.50    |
| DRB   | Bojan Dubljevic + 2 | Valencia Basket      | 6.00    |
| AST   | Stefan Markovic     | Zenit S. Pietroburgo | 7.50    |
| STL   | Aaron White         | Zenit S. Pietroburgo | 3.50    |
| BLK   | Travis Peterson + 3 | Hapoel Gerusalemme   | 2.00    |
| TOV   | Jerome Dyson        | Hapoel Gerusalemme   | 4.50    |
| 2P%   | Travis Peterson + 3 | Hapoel Gerusalemme   | 100.00% |
| 3P%   | Kaspars Berzins + 2 | Lokomotiv Kuban'     | 100.00% |
| FT%   | Alexey Shved + 18   | Chimki               | 100.00% |

### Statistiche Fase ad eliminazione diretta - Semifinale

#### Statistiche di squadra
| Stat. | Squadra | # |
| ----- | ------- | - |
| PTS   |         |   |
| TRB   |         |   |
| ORB   |         |   |
| DRB   |         |   |
| AST   |         |   |
| STL   |         |   |
| BLK   |         |   |
| TOV   |         |   |
| PFD   |         |   |
| PFC   |         |   |
| 2P%   |         |   |
| 3P%   |         |   |
| FT%   |         |   |

#### Statistiche individuali
| Stat. | Nome | Squadra | # |
| ----- | ---- | ------- | - |
| PTS   |      |         |   |
| TRB   |      |         |   |
| ORB   |      |         |   |
| DRB   |      |         |   |
| AST   |      |         |   |
| STL   |      |         |   |
| BLK   |      |         |   |
| TOV   |      |         |   |
| 2P%   |      |         |   |
| 3P%   |      |         |   |
| FT%   |      |         |   |

## Premi

### Riconoscimenti individuali
- Eurocup MVP:  Aleksej Šved,  Chimki
- Eurocup Finals MVP:  Alberto Díaz Málaga
- Eurocup Rising Star:  Rolands Šmits,  Fuenlabrada
- Eurocup Coach of the Year:  Pedro Martínez,  Valencia

### Quintetti ideali
- All-Eurocup First Team:
  -  Curtis Jerrells    (  H. Gerusalemme )
  -  Aleksej Šved (  Chimki )
  -  Mardy Collins     (  Lokomotiv Kuban' )
  -  Bojan Dubljević   (  Valencia )
  -  Dejan Musli  (  Málaga )
- All-Eurocup Second Team:
  -  Kyle Fogg    (  Málaga )
  -  Kyle Kuric (  Gran Canaria )
  -  Fernando San Emeterio     (  Valencia )
  -  Maximilian Kleber   (  Bayern Monaco )
  -  Amar'e Stoudemire  (  H. Gerusalemme )